# Elytropappus microphyllus
Elytropappus microphyllus là một loài thực vật có hoa trong họ Cúc. Loài này được mô tả khoa học đầu tiên.